# Ritzlihorn
Ritzlihorn – szczyt w Alpach Berneńskich, części Alp Zachodnich. Leży w Szwajcarii w kantonie Berno. Należy do głównego łańcucha Alp Berneńskich. Można go zdobyć ze schroniska Gaulihütte (2205 m) lub Gruebenhütte (2512 m).